# Serenity (együttes)
A Serenity osztrák szimfonikus power metal együttes, amely 2001-ben alakult meg Tirolban. Jelenleg Georg Neuhauser, Andreas Schipflinger, Fabio D'Amore és Cris Tían alkotják a zenekart. Többen is kiléptek az együttesből fennállásuk alatt, ennek ellenére sikerrel működnek a mai napig. A zenészek elmondták, hogy az ugyanilyen című film miatt választották ezt a nevet (a film a kultikus Firefly című tévésorozat alapján készült).
Pályafutásuk kezdetén még ez volt a felállás: Matthias Anker, Andreas Schipflinger, Stefan Schipflinger, Stefan Wanker és Mario Hirzinger. A „két Schipflinger”, illetve Wanker 2003-ban és 2004-ben kiszálltak a zenekarból. Új tagok kellettek, így került a képbe Georg Neuhauser, Thomas Buchberger és Simon Holzknecht. Fabio D'Amore 2010-ben csatlakozott hozzájuk. Buchberger és Holzknecht szintén elhagyták a Serenity-t az évek alatt.

## Diszkográfia
- Words Untold and Dreams Unlived (2007)
- Fallen Sanctuary (2008)
- Death and Legacy (2011)
- War of Ages (2013)
- Codex Atlanticus (2016)
- Lionheart (2017)
- The Last Knight (2020)